# Bójka w bazylice Grobu Świętego
Bójka w bazylice Grobu Świętego − starcie pomiędzy katolikami i prawosławnymi o pierwszeństwo w możliwości odprawienia własnych rytuałów w bazylice Grobu Świętego, mające miejsce w Wielki Piątek 10 kwietnia 1846 roku.
Tłem dla zdarzenia był konflikt państw zachodnich i Imperium Rosyjskiego o wpływy w słabnącym Imperium Osmańskim. W związku ze zbiegnięciem się daty świąt w kalendarzu łacińskim i greckim do Jerozolimy przybyli w jednym czasie pielgrzymi obu wyznań. Jednoczasowe obchodzenie świąt podsyciło rywalizację o bazylikę, a gubernator jerozolimski zmuszony był obsadzić bazylikę i jej otoczeniem wojskiem, celem zapewnienia porządku.
W Wielki Piątek księża katoliccy przynieśli do bazyliki obrus z białego lnu na ołtarz, ale odkryli, że księżą prawosławni zdążyli wcześniej położyć na ołtarzu obrus z wyszywanego jedwabiu. W tej sytuacji katolicy zażądali od prawosławnych przedstawienia zezwolenia od tureckich władz na użycie własnego obrusa, a prawosławni zażądali od katolików przedstawienia pozwolenia na usunięcie obrusa użytego przez prawosławnych.
W efekcie sporou doszło do bójki pomiędzy księżmi a następnie także między mnichami i pielgrzymami. W użyciu walczących znalazły się krzyże, świeczniki, lampy i fragmenty kościelnych mebli, a później także noże, pałki i zakazane przez tureckie władze pistolety.
Walki zostały zakończone przez interwencję tureckich sił porządkowych, zdarzenie kosztował życie ponad 40 osób.